# Christianshavn Boldklub
Christianshavn Boldklub var en fodboldklub, der bl.a. deltog i DBU's Fodboldturnering i 1889-90 og 1897-98. I det sidste tilfælde nåede klubben dog kun at spille én kamp i turneringen, nederlag 0-14 til Akademisk Boldklub, inden klubben blev opløst den 29. november 1897.
| Fodbold | Spire Denne artikel om en dansk fodboldklub er en spire som bør udbygges. Du er velkommen til at hjælpe Wikipedia ved at udvide den. |